# Jim Neidhart
James Henry "Jim" Neidhart (født 8. februar 1955, død 13. august 2018), også kendt som Jim "The Anvil" Neidhart var en amerikansk wrestler og en del af The Hart Foundation. Han er far til Natalya Neidhart, der også er wrestler.